# Lista de municípios de Rondônia por PIB
Esta é uma lista de municípios de Rondônia por Produto Interno Bruto (PIB) referente ao ano de 2021. Os valores são a preços correntes Rondônia é um estado brasileiro, localizado na Região Norte do Brasil e formado pela união de 52 municípios. Possui o terceiro maior PIB da região Norte do Brasil, superado apenas pelos estados do Pará e Amazonas. Dentre todos os seus municípios, nove deles possuem economia superior ao valor de R$ 1 bilhão de reais.

## PIB das cidades

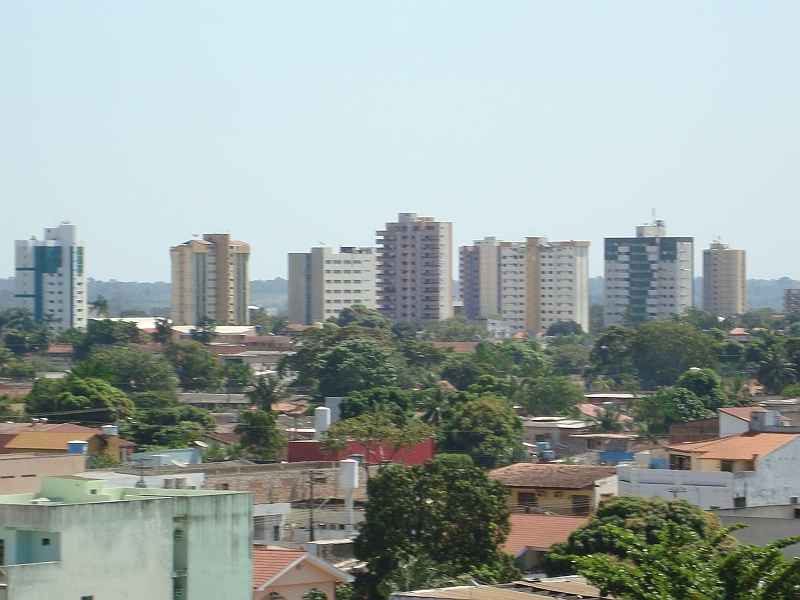
Porto Velho possui o maior PIB de Rondônia e o 3º maior da região Norte do Brasil.

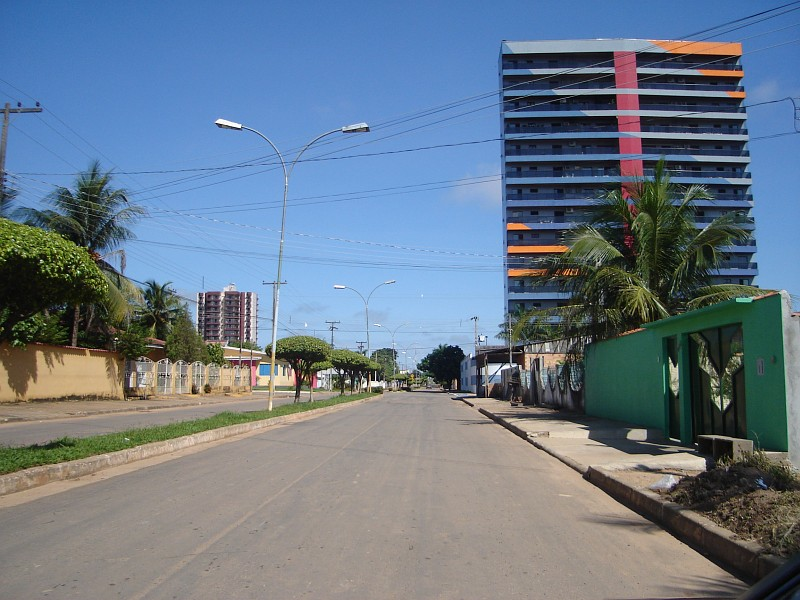
Ji-Paraná, na região central de Rondônia, possui o 2º maior PIB.

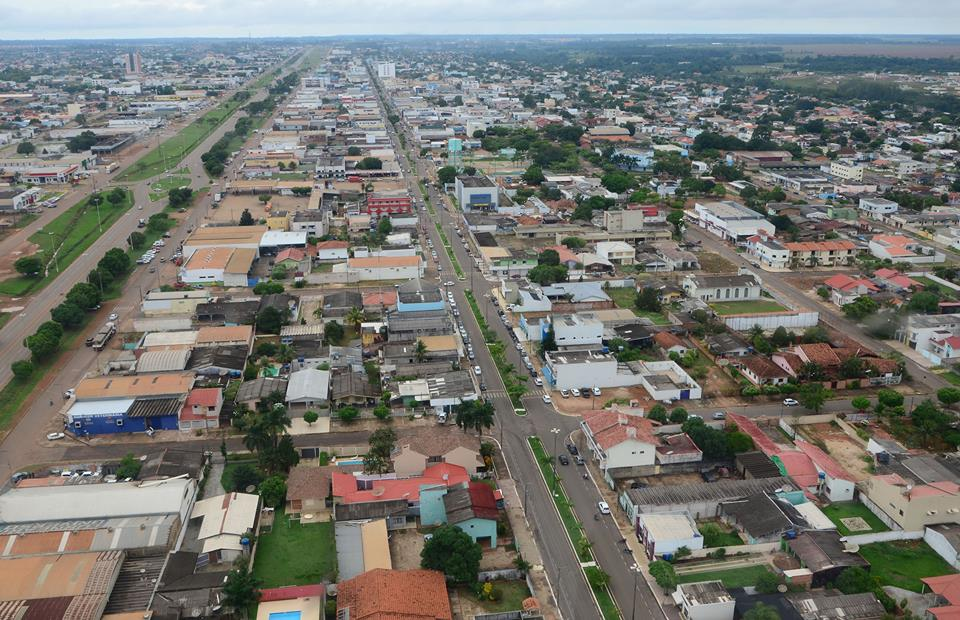
Vilhena possui o 3º maior PIB de Rondônia.

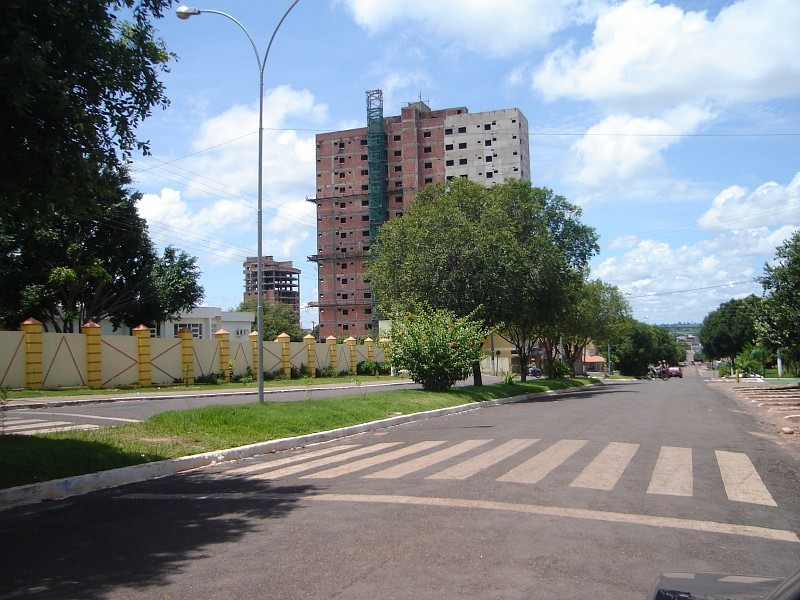
A cidade de Cacoal sustenta a 5ª colocação.

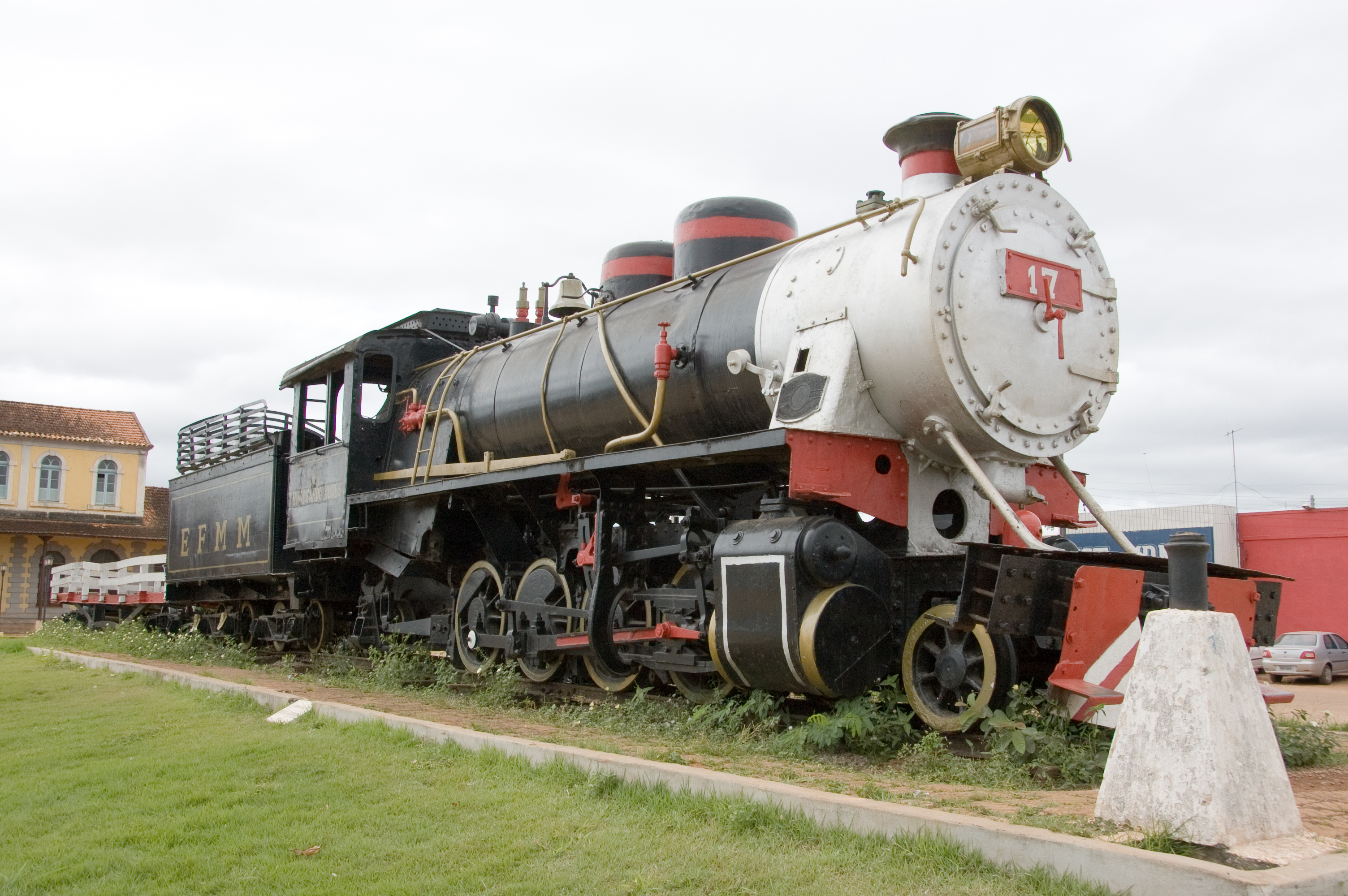
Guajará-Mirim possui o 9º maior PIB de Rondônia.

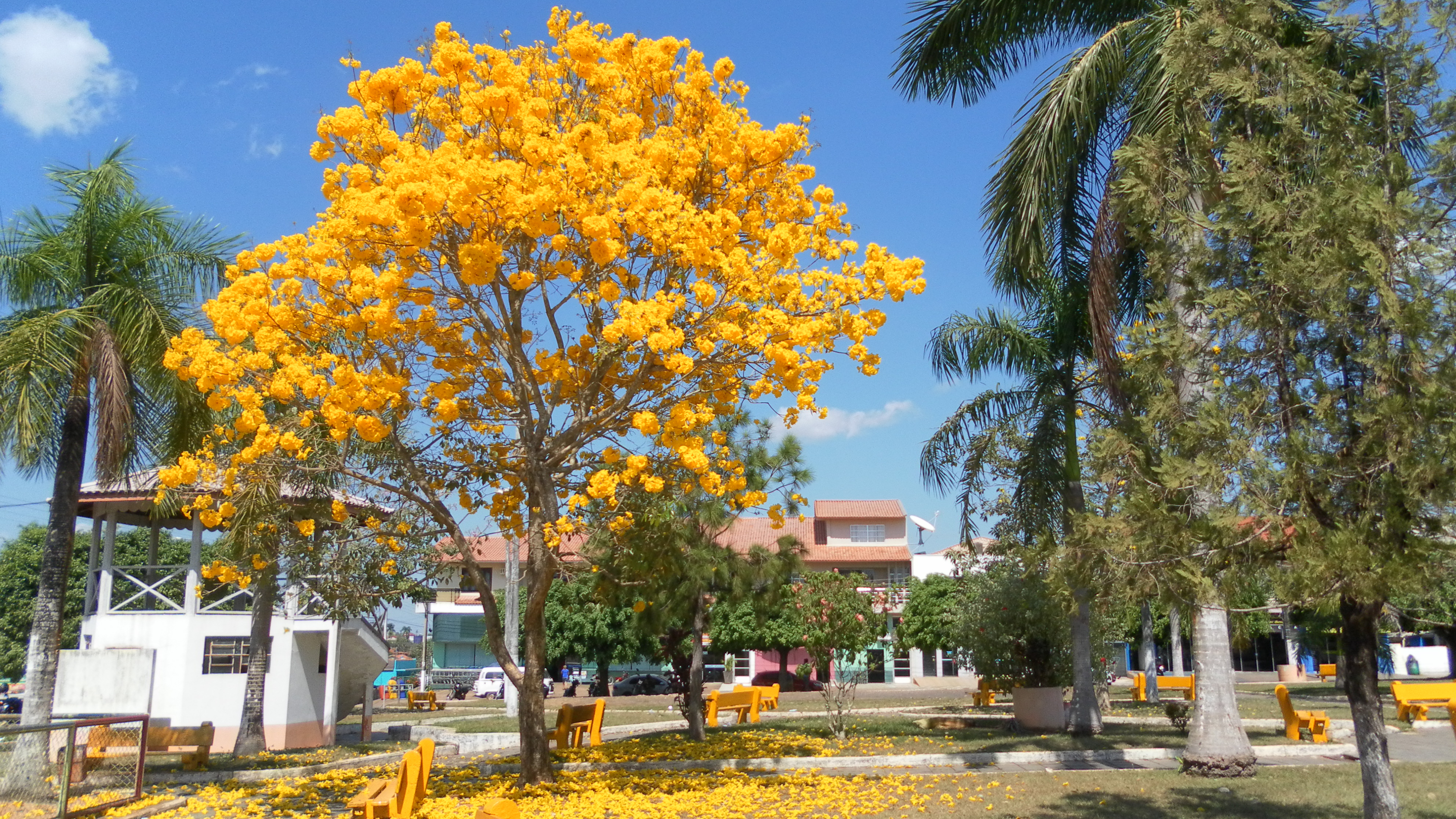
Espigão do Oeste sustenta a 14ª posição.

### Acima de 1 Bilhão
| Posição | Posição        | Município                 | PIB        | Variação |
| Em 2021 | Mudança (2020) | Município                 | PIB        | Variação |
| ------- | -------------- | ------------------------- | ---------- | -------- |
| 1       | (0)            | Porto Velho               | 20.059.522 | Aumento  |
| 2       | (0)            | Ji-Paraná                 | 4.231.113  | Aumento  |
| 3       | (0)            | Vilhena                   | 4.215.046  | Aumento  |
| 4       | (0)            | Ariquemes                 | 3.209.761  | Aumento  |
| 5       | (0)            | Cacoal                    | 2.792.383  | Aumento  |
| 6       | (0)            | Jaru                      | 1.765.089  | Aumento  |
| 7       | (1)            | Pimenta Bueno             | 1.642.516  | Aumento  |
| 8       | (1)            | Rolim de Moura            | 1.565.194  | Aumento  |
| 9       | (0)            | Guajará-Mirim             | 1.054.179  | Aumento  |
| 10      | (0)            | Ouro Preto do Oeste       | 985.868    | Aumento  |
| 11      | (0)            | Buritis                   | 966.552    | Aumento  |
| 12      | (0)            | São Miguel do Guaporé     | 905.335    | Aumento  |
| 13      | (0)            | Machadinho do Oeste       | 890.320    | Aumento  |
| 14      | (0)            | Espigão d'Oeste           | 773.381    | Aumento  |
| 15      | (1)            | Cerejeiras                | 743.037    | Aumento  |
| 16      | (1)            | Nova Mamoré               | 742.687    | Aumento  |
| 17      | (0)            | Alta Floresta do Oeste    | 734.469    | Aumento  |
| 18      | (0)            | Candeias do Jamari        | 655.606    | Aumento  |
| 19      | (0)            | Presidente Médici         | 559.990    | Aumento  |
| 20      | (1)            | Nova Brasilândia do Oeste | 548.734    | Aumento  |
| 21      | (2)            | Alto Paraíso              | 510.361    | Aumento  |
| 22      | (0)            | São Francisco do Guaporé  | 488.043    | Aumento  |
| 23      | (3)            | Cujubim                   | 487.480    | Aumento  |
| 24      | (4)            | Alto Alegre dos Parecis   | 483.672    | Aumento  |
| 25      | (1)            | Chupinguaia               | 468.793    | Aumento  |
| 26      | (1)            | Colorado do Oeste         | 424.807    | Aumento  |
| 27      | (3)            | Corumbiara                | 396.728    | Aumento  |
| 28      | (2)            | Monte Negro               | 389.891    | Aumento  |
| 29      | (2)            | Campo Novo de Rondônia    | 369.377    | Aumento  |
| 30      | (1)            | Alvorada do Oeste         | 352.628    | Aumento  |
| 31      | (1)            | Seringueiras              | 332.987    | Aumento  |
| 32      | (1)            | Costa Marques             | 316.671    | Aumento  |
| 33      | (2)            | Ministro Andreazza        | 297.878    | Aumento  |
| 34      | (7)            | Cacaulândia               | 275.338    | Aumento  |
| 35      | (1)            | Urupá                     | 273.501    | Aumento  |
| 36      | (3)            | Mirante da Serra          | 262.640    | Aumento  |
| 37      | (1)            | Theobroma                 | 257.426    | Aumento  |
| 38      | (7)            | Pimenteiras do Oeste      | 246.209    | Aumento  |
| 39      | (2)            | Governador Jorge Teixeira | 239.330    | Aumento  |
| 40      | (2)            | Cabixi                    | 238.412    | Aumento  |
| 41      | (2)            | Novo Horizonte do Oeste   | 231.502    | Aumento  |
| 42      | (2)            | Vale do Anari             | 220.588    | Aumento  |
| 43      | (1)            | Santa Luzia do Oeste      | 213.556    | Aumento  |
| 44      | (6)            | Itapuã do Oeste           | 210.031    | Aumento  |
| 45      | (2)            | Vale do Paraíso           | 185.648    | Aumento  |
| 46      | (0)            | Rio Crespo                | 184.430    | Aumento  |
| 47      | (0)            | Nova União                | 157.321    | Aumento  |
| 48      | (0)            | Parecis                   | 155.434    | Aumento  |
| 49      | (0)            | São Felipe do Oeste       | 130.676    | Aumento  |
| 50      | (0)            | Teixeirópolis             | 121.301    | Aumento  |
| 51      | (1)            | Primavera de Rondônia     | 107.030    | Aumento  |
| 52      | (1)            | Castanheiras              | 99.627     | Aumento  |